# Ceratostylis obscureviolacea
Ceratostylis obscureviolacea är en orkidéart som beskrevs av Alexander Gilli. Ceratostylis obscureviolacea ingår i släktet Ceratostylis och familjen orkidéer.
Artens utbredningsområde är Papua Nya Guinea. Inga underarter finns listade i Catalogue of Life.